# 悦綰
悦 綰（えつ わん、? - 368年）は、五胡十六国時代前燕の人物。出自は鮮卑族。

## 生涯
大人（部族長）として榼盧城（現在の河北省秦皇島市撫寧区の東にあるという）を統治しており、同じ鮮卑族である前燕の慕容皝に服属していた。
やがて慕容皝の側近となり、司馬に任じられた。
339年9月、後趙の撫軍将軍李農・征北将軍張挙が3万の兵を率いて前燕領である凡城（現在の河北省承徳市平泉市の南）へ侵攻した。慕容皝の命により、悦綰は禦難将軍に任じられると、千の兵を率いて凡城防衛の任に就いた。後趙軍が到来すると、将兵はみな恐れ慄き、城を放棄して逃走しようと考えたが、悦綰は「命を受けて寇（賊）を防ぐからには、生死を尽くしてこれに当たるのみである。城に留まって堅く守れば、一をもって敵の百に当たる事が出来るであろう。妄言をなして衆を惑わせる者は斬る！」と宣言すると、人心の動揺は鎮まった。悦綰は士卒の先頭に立って矢石に身を晒しながら防戦に当たり、10日間に渡って敵軍の侵攻を阻み続けると、後趙軍は遂に撤退した。
348年11月、慕容皝がこの世を去り、嫡男である慕容儁が即位した。
350年、後趙の大将軍冉閔が皇族を虐殺して自ら帝位に即くと（冉魏）、襄国を統治する後趙の新興王石祗は冉閔に対抗して帝位に即き、これ以降中原の覇権は両者によって争われるようになった。
11月、冉閔が10万の兵を率いて襄国へと侵攻すると、百日余りに渡って城を包囲し続けた。351年2月、進退窮まった石祗は前燕へ使者を派遣し、伝国璽と引き換えに襄国の救援を要請した。慕容儁はこの要求に応じると、悦綰は3万の兵を率いて救援に向かい、石祗と合流するよう命じられた。羌族酋長の姚弋仲もまた子の姚襄を救援に差し向け、冀州にいた汝陰王石琨もまた襄国救援に向かった。3月、姚襄軍・石琨軍が襄国に迫ると、冉閔はこれを迎え撃った。悦綰もまた敵軍から僅か数里の所まで逼迫すると、騎兵同士の間隔を敢えて開け、馬に柴を引っ張らせて埃を巻き上げさせた。この砂埃を見て冉魏の兵は大軍が来たと思い込み、恐れ慄いて戦意を喪失した。この機を逃さず、悦綰は姚襄・石琨と共に三方から攻め立て、さらに石祗が後方から呼応した。四方向からの挟撃により冉閔は大敗を喫し、鄴への撤退を余儀なくされた。
7月、後趙の将軍劉顕が襄国で乱を起こし、石祗を始めとした百官を誅殺した。後趙が滅んだ事により、悦綰は兵を引き上げた。8月、龍城に帰還した。
その後、前将軍に昇進した。
354年2月、輔国将軍慕容恪が魯口において安国王を自称していた呂護を攻撃すると、悦綰もまたこれに従軍した。前燕軍が魯口を攻略すると、呂護は野王へ逃走を図った。慕容恪の命により、悦綰はこれを追撃して大いに攻め破り、その配下を尽く降伏させた。功績により尚書右僕射に昇進した。
358年9月、前燕軍が并州を領有していた張平の勢力を滅ぼすと、悦綰は安西将軍・領護匈奴中郎将・并州刺史に任じられ、并州の鎮撫に当たった。
360年、慕容暐が皇位を継ぐと、尚書左僕射に移り、広信公に封じられた。
368年9月、太傅慕容評が執政するようになると、王公貴族や豪族の多くが密かに戸籍を隠し持つようになり、悦綰はこの状況を憂えて慕容暐へ「太傅の政治は寛大でありますが、故に人々の多くが隠れて事をなしております。『傳』によりますと『唯有徳者可以寬臨衆、其次莫如猛（徳を有する者だけが『寛（寛大さ）』をもって民を統治できる。それに次ぐのは『猛（力強さ）』をもって統治する事だ』といいます。現在、三方（前燕・前秦・東晋）が鼎立して互いに併呑の心を有しておりますが、にもかかわらず今、国家の政法は正しく立っておらず、諸軍の営戸（支配階級が私的に抑えている民家）は三つに分かれて存在しており、風教は衰退し、規律は乱れております。豪族・貴族がほしいままに民家を尽く食いつぶし、委輸（国家への献上物）は全く入っておりません。官吏への俸給や士卒への食糧供給も満足に出来ておらず、逆に官員から恵んでもらっているような有様です。このような事が隣国に知られる事はあってはなりません。どうか、諸々の蔭戸（官員が私的に隠し持っている戸籍）を廃して郡県に返還し、国庫を充足させるべきです。法令を粛々と明らかにし、どうか四海を清らかにしていただきますよう」と進言した。慕容暐はこれに同意すると、悦綰に命じてこれらの摘発に専従させた。悦綰は事実を究明して厳格に摘発したので、王公は隠し通すことが出来ず、公民は20万戸余りも増員する事が出来た。だが、私腹を肥やしていた官民たちはこの措置に大いに憤り、慕容評もこれを大いに不満とした。
11月、悦綰は以前から病を患っており、これをこらえて戸籍の調査に当たっていたが、遂に病状が悪化して亡くなった。
370年12月、前秦の尚書令王猛の侵攻により、鄴が陥落して前燕が滅亡した。前秦皇帝苻堅は悦綰の忠節を聞き、これに会うことが出来なかった事を惜しみ、その子を郎中に任じた。

## その死について
前述の通り、悦綰の死は病死とされているが、これは『資治通鑑』・『十六国春秋』に基づくものである。『晋書』では、悦綰による蔭戸（官員が私的に隠し持っている戸籍）撤廃に不満を抱いた慕容評が、賊を派遣して暗殺したと記載されている。どちらの記述が正しいか明白な資料は存在していないが、403年に南燕の尚書韓綽は皇帝慕容徳へ、戸籍調査を実施して不正に賦役や徴兵から逃れている者を摘発するよう進言した時に「もし採用してくださるのであれば、商鞅の刑や悦綰の害に遇する事があっても、止める事はありません」と述べており、少なくとも悦綰が暗殺されたという風説は共通認識として広まっていたようである。